# Gare du Jungfraujoch
Ne doit pas être confondu avec Jungfraujoch.

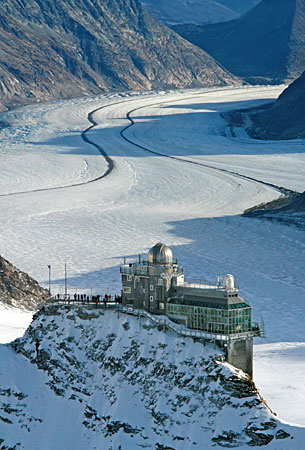
L'observatoire du Sphinx au-dessus du glacier d'Aletsch.

La gare du Jungfraujoch (ou gare de Jungfraujoch suivant les sources) est une gare ferroviaire souterraine suisse située dans le canton du Valais sous le Jungfraujoch, lui-même à la frontière avec le canton de Berne, dans la région de l'Oberland bernois. Elle est située plus précisément sur le territoire de la commune de Fieschertal.
À 3 454 mètres d'altitude, elle est considérée comme la gare la plus haute d'Europe. Elle permet l'accès au site touristique du Jungfraujoch qui dispose d'un panorama sur les montagnes alpines telles que l'Eiger, la Jungfrau, le Mönch mais aussi sur le glacier d'Aletsch,,.

## Situation ferroviaire
Établie à 3 454 mètres d'altitude, la gare du Jungfraujoch est considérée comme la gare la plus haute d'Europe et est à ce titre souvent appelée « Top of Europe ». Elle est située au point kilométrique 9,30 du Chemin de fer de la Jungfrau.
Elle est dotée de trois voies et de deux quais. Peu avant l'arrivée en gare, un aiguillage divise la ligne en deux voies pénétrant chacune dans une galerie différente. L'une des galeries contient une voie dotée d'un quai et l'autre contient deux voies avec un quai central,.

## Histoire
La construction de la ligne de chemin de fer de la Jungfrau s'est étalée sur plusieurs années. Les travaux ont commencé en 1896 pour se terminer avec l'ouverture de la gare du Jungraujoch le 1er août 1912.
En décembre 2020, le téléphérique 3S de l'Eiger Express a été inauguré et mis en service et relie Grindelwald à la Kleine Scheideigg en quinze minutes. Il a pour but de réduire le temps de trajet global entre Grindelwald et le Jungfraujoch,,.

## Service des voyageurs

### Accueil
Gare du chemin de fer de la Jungfrau (ou Jungfraubahn  en Allemand), c'est un édifice souterrain disposant : de distributeurs automatiques de titres de transport, de toilettes et l'accès à Internet par le Wi-Fi.
Un complexe de tunnels relie la gare au bâtiment Top of Europe tandis qu'un ascenseur amène les visiteurs au sommet du Sphinx, un sommet qui se trouve à l'est du col du Jungfraujoch. Au Sphinx se trouvent des plates-formes d'observation fermées et ouvertes avec vue sur le glacier d'Aletsch et les sommets environnants. On y trouve également l'observatoire du Sphinx, observatoire astronomique et laboratoire situé sur un éperon rocheux du Jungfraujoch,. 
À proximité de la gare se trouvent également une grotte de glace baptisée « Le Palais de glace » et un espace muséographique dénommé « Alpine Sensation » qui présente une exposition sur le développement touristique des Alpes et l'histoire du chemin de fer de la Jungfrau,.

### Desserte
La gare est desservie par les trains Regio du chemin de fer de la Jungfrau qui relient chaque demi-heure la gare d'Eigergletscher au Jungfraujoch (directs depuis Kleine Scheidegg suivant les périodes). L'un des deux trains de chaque heure est en correspondance avec un train Regio en provenance de la gare de Kleine Scheidegg. Ils sont aussi en correspondance directe avec le téléphérique 3S de l'Eiger Express qui relie la gare d'Eigergletscher à Grindelwald.

Installations et desserte
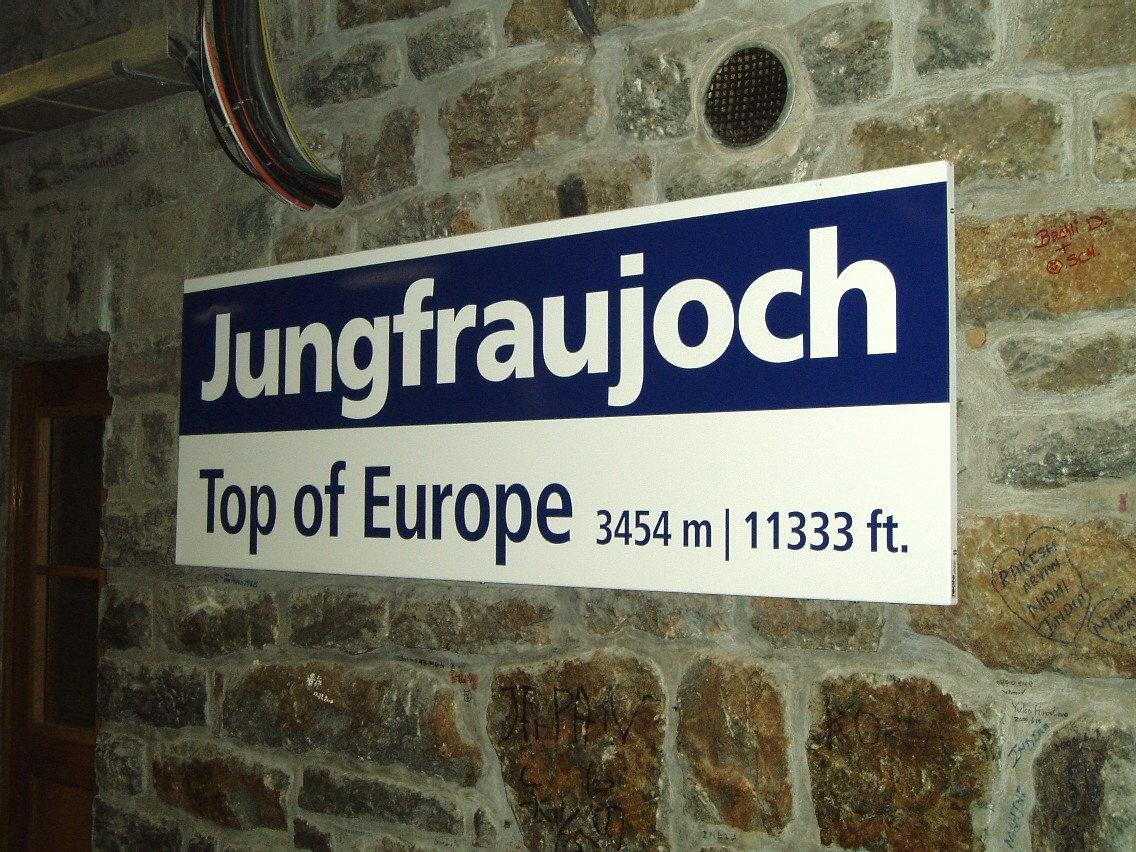
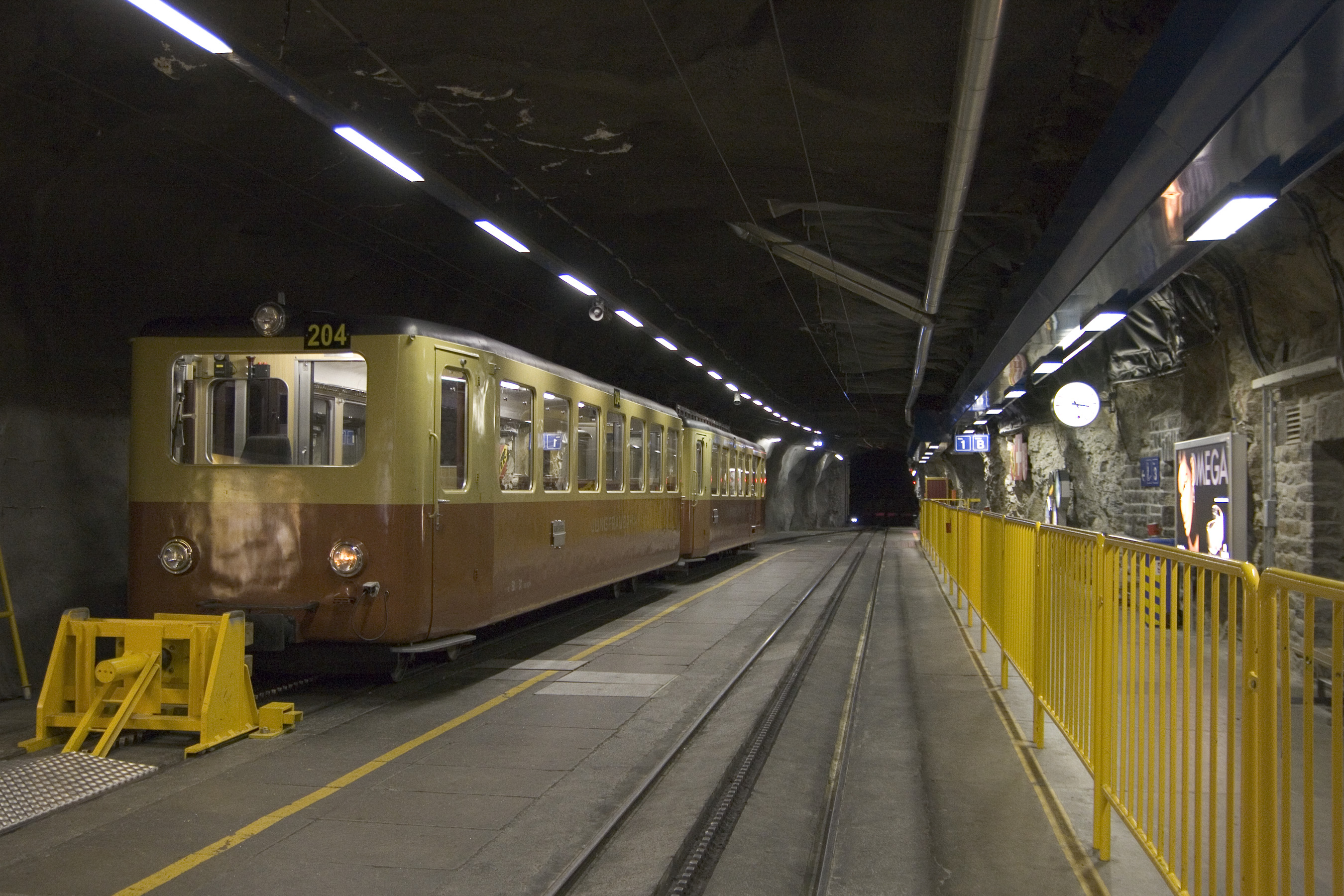
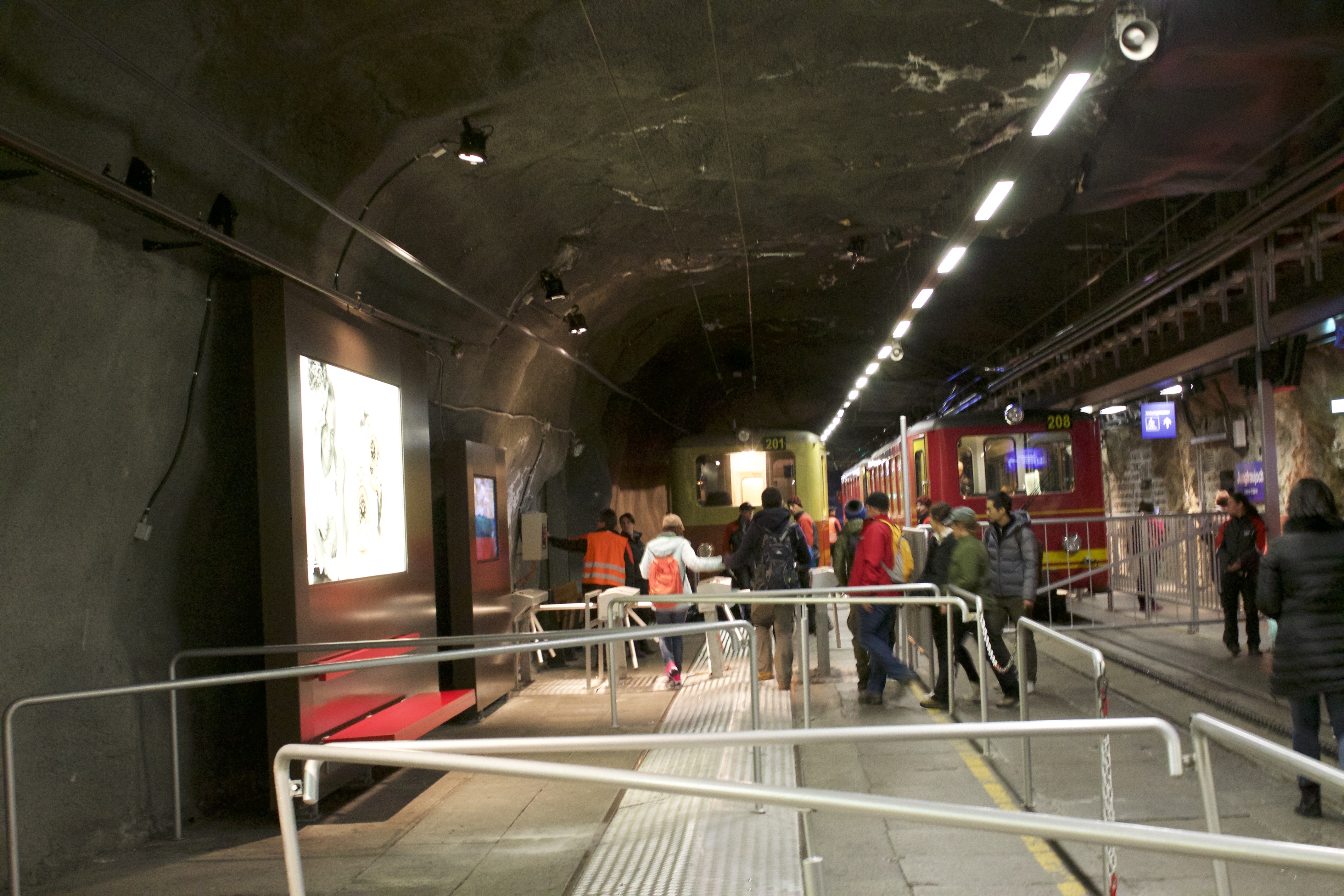

### Intermodalité
La gare du Jungfraujoch n'est en correspondance avec aucune autre ligne de transports publics.